# Шарпантье, Клаас-Густав-Роберт Робертович
Клаас-Густав-Роберт Робертович (Николай Робертович) Шарпантье (швед. Claes Gustav Robert Charpentier; 8 (20) ноября 1858 — 18 декабря 1918, Хельсинки) — российский и финляндский генерал, участник Первой мировой войны.

## Биография
Лютеранского вероисповедания. Из шведской дворянской семьи французского происхождения, имевшей владения в Финляндии и принявшей российское подданство после присоединения Финляндии к России.
В службу вступил в 1876. Окончил Николаевское кавалерийское училище, в 1879 выпущен корнетом в Гродненский гусарский лейб-гвардии полк, в котором служил на различных должностях до 1901. Поручик (1882), штабс-ротмистр (1884), ротмистр (1888), полковник (1896).
Командир 3-го драгунского Сумского полка (1901—1904). Командир Гродненского лейб-гвардии гусарского полка (1904—1907). Генерал-майор (1904). Начальник Отдельной гвардейской кавалерийской бригады (1907—1910), генерал-лейтенант (1910). Начальник Кавказской кавалерийской дивизии (22.12.1910—29.12.1915).
Участвовал в Первой мировой войне на Кавказском фронте. В 1915 году прославился 800-километровым кавалерийским рейдом по Иранскому Азербайджану и Турецкой Армении, затем участвовал в битве при Манцикерте. С 29.12.1915 состоял в распоряжении Главнокомандующего Кавказской армией.
После Октябрьского переворота возглавил в ноябре 1917 Военный комитет Финляндии, занимавшийся мобилизацией в шюцкоры для предстоявшей гражданской войны; из-за конфликта с Маннергеймом 15 января 1918 ушел в отставку.  Умер в Хельсинки 18 декабря 1918 года.

## Награды
- орден Святого Станислава 3-й ст. (1884)
- орден Святой Анны 3-й ст. (1887)
- орден Святого Станислава 2-й ст. (1891)
- орден Святой Анны 2-й ст. (1895)
- орден Святого Владимира 4-й ст. (1899)
- орден Святого Владимира 3-й ст. (1903)
- орден Святого Станислава 1-й ст. (1907)
- орден Святой Анны 1-й ст. (1912)
- орден Белого Орла с мечами (17.10.1915)

Иностранные:
- Греческий кавалерский крест ордена Спасителя (1889)
- командорский крест ордена Звезды Румынии (1899)
- Персидский орден Льва и Солнца 2-й ст. (1901)
- Датский командорский крест ордена Данеброга (1903)